# Alloxysta brevis
Alloxysta brevis är en stekelart som först beskrevs av Thomson 1862.  Alloxysta brevis ingår i släktet Alloxysta, och familjen glattsteklar. Arten är reproducerande i Sverige.